# Clavis Historicorum Antiquitatis Posterioris
Die Clavis Historicorum Antiquitatis Posterioris (Abkürzung CHAP) ist eine englischsprachige Online-Datenbank zu den Werken spätantiker Geschichtsschreiber, die an der Universität Gent beheimatet ist. Als Herausgeber fungieren Peter Van Nuffelen und Lieve Van Hoof. Das Projekt wurde vom European Research Council, der Research Foundation – Flanders und dem Ghent University Research Fund gefördert.

## Inhalt und Aufbau
Der hauptsächlich behandelte Zeitraum der Clavis erstreckt sich von ca. 300 bis ca. 800 n. Chr. und folgt damit dem Forschungsansatz einer „langen Spätantike“; ebenso berücksichtigt sie teilweise frühmittelalterliche und spätere Werke. Sie erfasst Geschichtswerke in griechischer, lateinischer, syrischer, armenischer, georgischer, arabischer und koptischer Sprache, teils auch hebräische, aramäische und persische Werke. Die Autoren (auch pseudonyme und anonyme) und ihr(e) Werk(e) werden in knapper Form beschrieben: Neben dem Titel wird die religiöse Zugehörigkeit (pagan, christlich verschiedener Konfessionen) des Geschichtswerks benannt, seine Sprache, der behandelte Zeitraum, der Erhaltungszustand und kurze Bemerkungen zum Inhalt. Teils finden sich auch Angaben zu den Quellen und der Rezeption des Werks durch Hinweise auf spätere Benutzer. Editionen, Übersetzungen (falls vorhanden) und eine Auswahl der modernen Forschungsliteratur werden ebenso angegeben.
Die Inhalte der Datenbank sind in zwei durchsuchbaren Listen verfügbar, eine mit Autoren (auch anonymen, hypothetischen und pseudonymen) und eine mit Werken. Jede dieser Kategorien hat über 700 Einträge. Der große Umfang erklärt sich neben der sprachlichen Vielfalt der Datenbank dadurch, dass die fragmentarischen oder nur durch Namensnennung bekannten Geschichtswerke in großem Umfang berücksichtigt sind; des Weiteren sind Einträge für Autoren umstrittener Identität vorhanden. Teilweise führt die Clavis auch Werke auf, die wie die Enmannsche Kaisergeschichte nicht direkt bezeugt sind, sondern nur von der modernen Forschung postuliert wurden.

## Verfügbarkeit
Die Nutzung der Datenbank ist kostenlos und ihre Inhalte sind im Internet frei verfügbar. Die Datenbank selbst wird von den Herausgebern bisweilen aktualisiert. Die erste Fassung der Datenbank, die 2018 im Internet veröffentlicht wurde, bildet auch die Grundlage für eine Publikation in Buchform:
- Peter Van Nuffelen, Lieve Van Hoof (Hrsg.): Clavis historicorum antiquitatis posterioris. An inventory of Late Antique historiography (A.D. 300–800). Brepols, Turnhout 2020, ISBN 978-2-503-55295-8.

Die Buchfassung enthält außerdem eine Einleitung mit einer detaillierten Darstellung der historiografischen Genres. Für jeden Eintrag bietet sie über die online verfügbaren Inhalte hinaus noch Angaben zur handschriftlichen Überlieferung, die im Einzelnen der Korrektur bedürfen. Die Verfasserinnen und Verfasser der einzelnen Beiträge sind nur in der Druckfassung ausgewiesen, während sie in der Online-Datenbank nicht zu sehen sind.
Die letzte Aktualisierung der Datenbank fand im Dezember 2022 statt.

## Rezeption
Die Clavis wird in der Fachwelt positiv aufgenommen. Der Mittellateiner Peter Orth sieht das Verdienst des Projekts „in der Zusammenstellung und knappen Bewertung von Basisdaten für ein vielsprachiges, sehr heterogenes Quellenmaterial“. Der Gräzist und Orientalist Carlo Scardino nannte die Clavis „ein monumentales und sehr informatives Kompendium, das sich (...) durch große Sorgfalt auszeichnet und wenige Druckfehler enthält. Dieses Standardwerk wird über die Fachgrenzen der Altertumswissenschaften hinaus für alle, die sich mit der spätantiken und frühmittelalterlichen Geschichtsschreibung beschäftigen, von großem Nutzen sein.“ Kritisiert wurden die mitunter unvollständigen beziehungsweise nicht repräsentativen Literaturangaben zu einzelnen Einträgen, die ungenauen Angaben zur handschriftlichen Überlieferung in der Buchfassung, die uneinheitliche Transkription beziehungsweise Transliteration der syrischen Namen und Werktitel, und die Zuordnung der Originalsprache bei fragmentarischen oder verlorenen Werken.